# Abdelkader Bengrina
Abdelkader Bengrina, (Ouargla, 11 de enero de 1962) en es un político argelino miembro del movimiento islamista El Binaa, exministro de turismo.

## Trayectoria
Próximo a Mahfoud Nahnah en el Movimiento de la Sociedad para la Paz (MSP), fue nombrado miembro del Consejo Nacional de Transición en 1994 y posteriormente fue nombrado Ministro de Turismo y Artesanía en 1997 significando la entrada del partido islamista por primera vez en el gobierno. 
Más tarde encabezó la lista en Argel durante las elecciones legislativas de 2002 . 
Disidente del MSP, siguió en 2009 a Abdelmadjid Menasra para fundar el Movimiento para la Predicación y el Cambio (MPC), que se lanzará en 2013 con otros disidentes, Al Bina Al Watani, reconocido legalmente un año después. 
Fue candidato a las elecciones presidenciales argelinas de 2019 por el partido El Binaa en dónde fue derrotado al obtener el 17.38% de los votos.

## Cargos que ocupó
- 2002 - 2007   : Diputado de la Wilaya de Argel
- 1997 - 1999   : Ministro de Turismo y Artesanía
- 1994 - 1997   : Miembro del Consejo Nacional de Transición